# Burl Ives
Pour les articles homonymes, voir Ives.

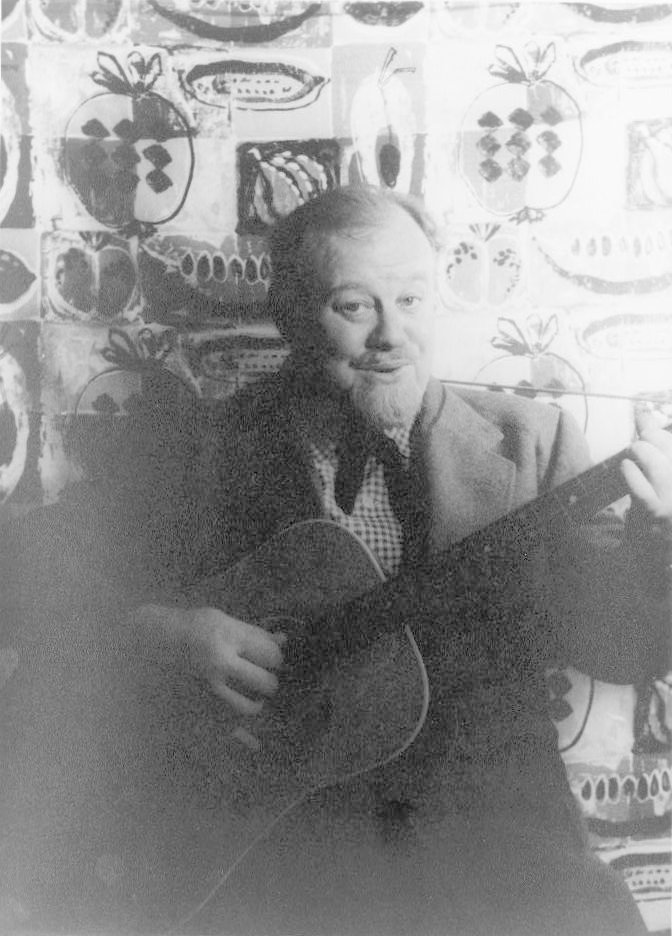
Portrait de Burl Ives par Carl Van Vechten en 1955.

Burl Ives est un acteur américain, né le 14 juin 1909 à Hunt, dans l'Illinois, et mort le 14 avril 1995 à Anacortes, Washington (États-Unis). Burl Ives était aussi un chanteur de chansons traditionnelles, doté d'un impressionnant répertoire, qui a enregistré de nombreux disques et mis son talent de chanteur au service de nombreux films.

## Biographie
Les parents de Burl, Levi « Frank » Ives (1880–1947) et Cordelia « Dellie » White (1882–1954), ont six autres enfants : Audry, Artie, Clarence, Argola, Lillburn, et Norma. Son père fut le premier agriculteur et conciliateur de terrains pour le comté entre autres. C'est l'oncle de Burl, l'entendant chanter alors qu'il jardinait en compagnie de sa mère, qui l'invita à chanter aux réunions de vétérans de la guerre de leur ville, où il chanta la ballade Barbara Allen, impressionnant tout son public.

## Filmographie
- 1946 : Smoky de Louis King : Bill
- 1948 : Alerte au ranch (Green Grass of Wyoming) de Louis King : Gus
- 1948 : La Cité de la peur (Station West) de Sidney Lanfield : Hotel clerk / Balladeer
- 1948 : So Dear to My Heart de Harold Schuster : Oncle Hiram Douglas
- 1950 : Sierra d'Alfred E. Green : Lonesome
- 1955 : À l'est d'Éden (East of Eden) d'Elia Kazan : Sam le Shérif
- 1956 : The Power and the Prize de Henry Koster : George Salt
- 1957 : Terreur dans la vallée (Gun Glory) : Vocalist behind opening credits
- 1958 : Désir sous les ormes (Desire Under the Elms) de Delbert Mann : Ephriam Cabot
- 1958 : La Forêt interdite (Wind Across the Everglades) de Nicholas Ray : Cottonmouth
- 1958 : La Chatte sur un toit brûlant (Cat on a Hot Tin Roof) de Richard Brooks : Harvey 'Big Daddy' Pollitt
- 1958 : Les Grands Espaces (The Big Country)de William Wyler : Rufus Hannassey
- 1959 : Notre agent à La Havane (Our Man in Havana) de Carol Reed : Dr Hasselbacher
- 1959 : La Chevauchée des bannis (Day of the Outlaw) d'André de Toth : Jack Bruhn
- 1960 : L'Étrange Destin de Nicky Romano (Let No Man Write My Epitaph) de Philip Leacock : Juge Bruce M. Sullivan
- 1962 : L'Homme de Bornéo (The Spiral Road) de Robert Mulligan : Dr Brits Jansen
- 1963 : Summer Magic de James Neilson : Osh Popham
- 1964 : I Know an Old Lady Who Swallowed a Fly : Singer (voix)
- 1964 : Le Retour D'Aladin (The Brass Bottle) de Harry Keller : Fakrash
- 1964 : Ensign Pulver de Joshua Logan : Capt. Morton
- 1964 : Rudolph, the Red-Nosed Reindeer (TV) : le narrateur : Sam the Snowman (voix)
- 1965 : O.K. Crackerby! (en) (série TV) : O.K. Crackerby
- 1966 : The Daydreamer : Father Neptune (voix)
- 1967 : Le Grand Départ vers la Lune (Rocket to the Moon) : Phineas T. Barnum
- 1968 : Pinocchio (TV) : Gepetto
- 1968 : The Other Side of Bonnie and Clyde (en) : le narrateur (voix)
- 1968 : The Sound of Anger (TV) : Walter Nichols
- 1969 : The Whole World Is Watching (TV) : Walter Nichols
- 1969 : The Bold Ones: The Lawyers (série TV) : Walter Nichols
- 1970 : Le Clan des McMasters (The McMasters) : McMasters
- 1970 : The Man Who Wanted to Live Forever (TV) : T.M. Trask
- 1975 : Hugó a víziló (en) : le narrateur (voix)
- 1976 : The First Easter Rabbit (en) (TV) : le narrateur / le vieux Stuffy (voix)
- 1976 : Capitaines et Rois (Captains and the Kings) (feuilleton TV) : Old Syrup
- 1976 : La Loi de la montagne (Baker's Hawk) : M. McGraw
- 1977 : La Petite Maison dans la prairie (The House on the Prairie) (Série TV) saison 3, épisode 10 (Les chasseurs (The Hunters) ) : Sam Shelby
- 1977 : Racines (Roots) (feuilleton TV) : Senateur Arthur Johnson
- 1978 : The Bermuda Depths (en) (TV) : Dr Paulis
- 1978 : The New Adventures of Heidi (en) (TV) : Grand-Père
- 1979 : Just You and Me, Kid (en) : Max
- 1981 : Earthbound (en) : Ned Anderson
- 1982 : Dressé pour tuer (White Dog) de Samuel Fuller : Carruthers
- 1984 : L'Aventure des Ewoks (The Ewok Adventure) (TV) : le narrateur (voix)
- 1986 : Uphill All the Way (en) : Shérif John Catledge
- 1987 : Barbara Hutton, destin d'une milliardaire (en) (Poor Little Rich Girl: The Barbara Hutton Story) (TV) : F.W. Woolworth
- 1988 : À fleur de peau (Two Moon Junction) : Shérif Earl Hawkins

## Distinctions
- Oscar du meilleur acteur dans un second rôle en 1958 pour Les Grands Espaces.
- Golden Globe Award : Meilleur acteur dans un second rôle en 1959 pour Les Grands Espaces.